# Quint Hortensi (tribú)
Quint Hortensi (en llatí Quintus Hortensius) va ser un magistrat romà.
Elegit Tribú de la plebs l'any 419 aC va encausar a Gai Semproni Atratí, cònsol de l'any anterior (420 aC), per la seva conducta negligent durant la guerra contra els volscs, però a instància de quatre dels seus col·legues, entre d'altres Sext Tempani que havia estat el cap de la cavalleria en aquella guerra, va accedir a retirar l'acusació.